# Rubus landoltii
Rubus landoltii es una especie de planta del género Rubus, perteneciente a la familia Rosaceae.

## Taxonomía
Rubus landoltii fue descrita por H. E. Weber en 1997.

## Distribución
Se encuentra en el territorio de Suiza.